# Уотли, Розмалин
Розмалин Уотли (англ. Rosemaline Watley; род. 19 марта 2001) — маршалловская легкоатлетка-универсал. Двукратный серебряный призёр Микронезийских игр 2018 года.

## Биография
Розмалин Уотли родилась 19 марта 2001 года.
В 2016—2019 годах выступала в легкоатлетических соревнованиях в США за «Норт-Сэйлем» из штата Орегон. Участвовала в соревнованиях в беге на короткие и средние дистанции, барьерном беге, прыжках в высоту и длину, тройном прыжке.
В 2018 году завоевала две серебряных медали на Микронезийских играх на Япе. В прыжках в высоту она заняла 2-е место с результатом 1,36 метра, как и у победительницы Рэйчел Абрамс с Северных Марианских Островов. В тройном прыжке стала 2-й, уступив Ричелл Тугаде с Гуама.
В том же году участвовала в летних юношеских Олимпийских играх в Буэнос-Айресе. В прыжках в высоту не сумела сделать ни одной удачной попытки.

## Личные рекорды
- Бег на 100 метров — 15,71 (17 марта 2016, Грэшем)[1]
- Бег на 200 метров — 30,26 (28 апреля 2017, Лебнон)[1]
- Бег на 400 метров — 1.11,94 (5 апреля 2017, Норт-Сэйлем)[1]
- Бег на 800 метров — 2.52,3 (8 апреля 2017, Роузбург)[1]
- Бег на 110 метров с барьерами — 18,55 (27 апреля 2016, Маккей)[1]
- Бег на 300 метров с барьерами — 53,46 (22 апреля 2016, Макнейзи)[1]
- Прыжки в высоту — 1,52 (15 марта 2019, Портленд)[1]
- Прыжки в длину — 4,62 (20 марта 2019, Норт-Сэйлем)[1]
- Тройной прыжок — 9,83 (13 мая 2016, Макминнвилл)[1]